# Aleen Bailey
Aleen Bailey (* 25. November 1980 im Saint Mary Parish) ist eine jamaikanische Leichtathletin und Olympiasiegerin.

## Leben
Sie wuchs mit vier Geschwistern in Baccaswood in St. Mary auf. Schon in der Grundschule weckte eine Lehrerin – und Fernsehbilder der Erfolge von Merlene Ottey – ihr Interesse für die Leichtathletik. Bailey besuchte dann die Vere Technical High School, bevor sie anfing Soziologie an der University of South Carolina zu studieren. Ihr Halbbruder Capleton ist ein bekannter Reggaesänger.
Die Sprinterin errang bei den Weltmeisterschaften 1999 in Sevilla mit der jamaikanischen 4-mal-100-Meter-Staffel die Bronzemedaille. Im Jahr 2001 wurde sie jamaikanische Meisterin über 100 und 200 Meter. Bei den Weltmeisterschaften 2003 in Paris/Saint-Denis wurde sie Sechste im 100-Meter-Lauf.
Bei den Olympischen Spielen 2004 in Athen gewann sie die Mannschaftsgoldmedaille in der 4-mal-100-Meter-Staffel zusammen mit ihren Teamkolleginnen Tayna Lawrence, Sherone Simpson und Veronica Campbell. Im 100-Meter-Lauf wurde sie Fünfte und im 200-Meter-Lauf Vierte.
Im Jahr darauf holte sie mit der Staffel die Silbermedaille bei den Weltmeisterschaften in Helsinki und 2007 bei den Weltmeisterschaften in Osaka wurde sie Sechste im 200-Meter-Lauf. Bei den Weltmeisterschaften 2009 in Berlin belegte Bailey über 100 Meter den achten Platz. Mit der Staffel in der Besetzung Simone Facey, Shelly-Ann Fraser, Aleen Bailey und Kerron Stewart gewann sie den Weltmeistertitel in 42,06 s.

## Persönliche Bestzeiten
- 60 m (Halle): 7,18 s, 12. Februar 2012, Karlsruhe
- 100 m: 11,04 s, 23. Juli 2004, Birmingham
- 200 m: 22,33 s, 24. August 2004, Athen